# 西尔维·泰利尔
西尔维·泰利尔（法語：Sylvie Tellier，1978年5月28日—）是法国一位女性电视名人、商人和前选美冠军，她在2002年曾获得“法国小姐”称号。此前，泰利尔还曾在2001年获得过“里昂小姐（Miss Lyon）”，她是罗讷-阿尔卑斯大区第7位获得“法国小姐”桂冠的人。作为法国小姐，她还参与了2002年度环球小姐比赛。
2007年至2022年期间，西尔维·泰利尔担任过法国小姐委员会全国总监一职。

## 早年境况
西尔维·泰利尔出生于法国的南特，她的父母则是来自诺曼底。她自小在莱萨布勒多洛讷长打，而她的家境颇为富裕。在她获得南特大学的法学专业普通学术研究学位后，她又进入里昂第三大学攻读私法领域的法学硕士学位并专精公司法和税法。